# Usu
Mont Usu (有珠山, Usu-zan) és un estratovolcà actiu que es troba al Parc Nacional Shikotsu-Tōya, a l'illa d'Hokkaido, Japó. El seu cim s'alça fins als 733 msnm. Ha tingut quatre erupcions des del 1900: el 1910 (que va crear el Meiji-shinzan), el 1944-45 (que va crear Shōwa-shinzan), el 7 d'agost de 1977 i el 31 de març de 2001. Al nord hi ha el llac Tōya. El mont Usu es va formar a la riba sud de la caldera que contenia el llac.